# Torsten
Torsten eller Thorsten är ett fornnordiskt mansnamn sammansatt av guden Tor och ordet sten. Namnet kan betyda antingen hårdför eller åskvigg. Den isländska formen är Þórsteinn, den norska är Torstein och den finska är Torsti. I fornsvenskan användes smeknamnet Toste.
Torsten är ett av de namn som blev populära på 1800-talet då en av personerna i Esaias Tegnérs Frithiofs saga bär namnet. De senaste decennierna har namnet mest förekommit som andranamn.
31 december 2014 fanns det totalt 17 157 personer i Sverige med namnet Torsten eller Thorsten, varav 4 830 med det som tilltalsnamn.
År 2014 fick 18 pojkar namnet som tilltalsnamn.
Totte kan även användas som smeknamn på Torsten. 
Namnsdag: 23 februari (sedan 1901), tillsammans med Torun. I den finlandssvenska namnsdagslängden har Torsten namnsdag 27 februari (ända till 1999: skottår 28 februari) sedan starten 1929, då en egen namnsdagskalender togs i bruk för finlandssvenskar.

## Personer med förnamnet Torsten/Thorsten
- Skoglar-Toste, svensk storman under 900-talet
- Thorsten Andersson, svensk landshövding
- Torsten, runristare
- Torsten Andersson (politiker)  svensk politiker, chefredaktör och landshövding
- Torsten Bengtson, svensk journalist och politiker
- Torsten Bengtsson, svensk författare
- Thorstein Bergman, svensk visdiktare och sångare
- Torsten Billman, svensk konstnär
- Torsten Bohlin, svensk teolog och biskop
- Torsten Carleman, svensk professor i matematik
- Torsten Ehrenmark, svensk journalist och författare
- Torsten Ekbom, svensk författare och kritiker
- Torsten Erasmie, svensk konstnär
- Thorsten Flinck, svensk regissör och skådespelare
- Torsten Fogelqvist, svensk författare, publicist och psalmförfattare samt ledamot av Svenska Akademien
- Torsten Frings, tysk fotbollsspelare
- Torsten Gustafson, svensk fysiker
- Torsten Gustafsson, svensk politiker och statsråd
- Torsten Gårdlund, svensk nationalekonom
- Torsten Hammarén, svensk skådespelare, regissör och teaterchef
- Thorsten Johansson, svensk friidrottare
- Torsten Johansson, svensk tennisspelare
- Thorsten Jonsson, svensk författare och översättare
- Torsten Jungstedt, svensk filmkritiker, journalist, författare och medarbetare i radio och tv
- Torsten Kreuger, svensk industrialist, bankman och tidningsägare
- Torsten Lilliecrona, svensk skådespelare
- Torsten Lindberg, svensk fotbollsmålvakt och tränare, OS-guld 1948
- Torsten Löfgren, svensk ämbetsman, landshövding i Jämtlands län
- Torsten Nilsson, svensk politiker och statsråd
- Torsten Nilsson (tonsättare), svensk tonsättare och organist
- Torsten Nordberg, svensk konstnär
- Torsten Nothin, svensk ämbetsman, politiker och statsråd
- Torsten "Totta" Näslund, svensk musiker och skådespelare
- Torsten Rapp, svensk militär och överbefälhavare 1961–1970
- Torsten Stålhandske, svensk general
- Torsten Sundelin, svensk gymnasielektor, kompositör och amatörmusiker
- Torsten Tegnér, svensk sportjournalist
- Torsten Torstensson, svensk friidrottare
- Torsten Ullman, svensk pistolskytt, bragdmedaljör
- Torsten Voss, tysk friidrottare och bobåkare
- Torsten Wahlund, svensk skådespelare
- Torsten Wiesel, svensk neurofysiolog och mottagare av Nobelpriset i fysiologi eller medicin 1981
- Torsten Winge, svensk skådespelare
- Torsten Ysander, svensk biskop
- Torsten R. Åström, svensk väg- och vattenbyggnadsingenjör

## Fiktiva personer med förnamnet Torsten
- Torsten Gjörloff, titelfigur i Sigfrid Siewertz roman En flanör från 1914